# تشارلي هينيغان
تشارلي هينيغان هو لاعب كرة قدم أمريكية وسياسي أمريكي، ولد في 19 مارس 1935 في بينفيل في الولايات المتحدة، وتوفي في 20 ديسمبر 2017 في هامبل في الولايات المتحدة. نشط حزبياً في الحزب الديمقراطي.

## وصلات خارجية
- تشارلي هينيغان على موقع مرجع كرة القدم المحترفة.كوم (الإنجليزية)
- تشارلي هينيغان على موقع قاعة لويزيانا للمشاهير الرياضية (الإنجليزية)